# Marco de Lange
Marco de Lange is een Nederlandse onderzoeksjournalist die werkt voor het Nederlandse televisieprogramma Zembla.

## Journalist
Na het vwo aan het Erfgooiers College studeerde De Lange journalistiek aan de Christelijke Hogeschool Ede. Van 2008 tot 2010 studeerde hij Politicologie aan de Universiteit van Amsterdam met als specialisatie Buitenlandse betrekkingen. 
Tijdens deze studie werkte hij reeds als freelancer voor de EO en het programma Argos (VPRO). In 2010 werd hij onderzoeker voor het televisieprogramma Reporter van de KRO en Medialogica van de Humanistische Omroep. Sinds 2018 werkt De Lange voor het televisieprogramma Zembla  (BNNVARA). 

## Erkenning
In 2013 won hij met collega Bart Nijpels de journalistieke prijs De Loep in de categorie Audiovisueel. De prijs werd hen verleend voor de tweedelige documentaire Mayday Mayday over Ryanair die uitgezonden werd door Brandpunt Reporter (KRONCRV). In de reportage beschrijft een aantal gezagvoerders de arbeidsomstandigheden bij prijsvechter Ryanair. De tegen hen aangespannen rechtszaak werd door Ryanair verloren.
De documentaire Het Stofspoor dat De Lange samen met Roelof Bosma maakte werd genomineerd voor De Loep 2021 in de categorie Opsporend. De makers onthulden in Zembla dat spoorwerkers jarenlang werden blootgesteld aan te hoge concentraties kankerverwekkend kwartsstof.

## Prijzen
- De Loep 2013